# The Head on the Door
The Head On The Door es el sexto álbum de estudio de la banda británica de rock, The Cure publicado el 26 de agosto de 1985. Según la revista en línea The Morning News (TMM) sitúa a The Head on the Door segundo mejor álbum de 1985, tan solo superado por Meat Is Murder de los The Smiths.

## Concepto

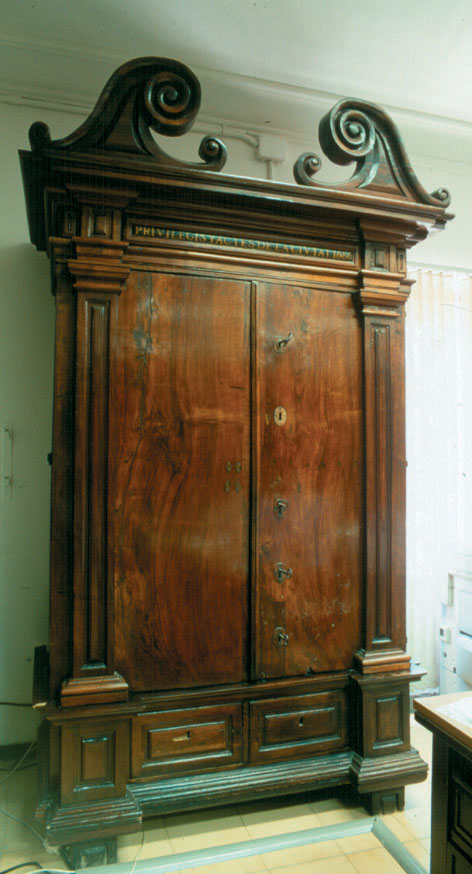
Durante el videoclip de «Close to Me» dirigido por Tim Pope, la banda se introdujo en un armario (similar al de la imagen).

The Head On The Door es generalmente considerado como uno de los grandes discos del grupo.[cita requerida] Se le considera como paradigmático del sonido Cure más comercial posterior a Pornography. Este LP supuso la apertura del mercado estadounidense para The Cure. También es destacable el hecho de que es el primer disco del que se extrajeron dos sencillos y que se convirtieron en éxitos comerciales: «In Between Days» y «Close to Me». 
El título del álbum hace referencia a una de las pesadillas que Smith recuerda vivamente de su niñez y está extraído de uno de los versos de la exitosa canción «Close to Me». El álbum entero está plagado por varios de esos sueños y pesadillas tenidos por el cantante durante su época de niñez.

## Grabación
Robert Smith ha afirmado supuestamente sobre este álbum que fue la primera grabación de The Cure en la que los miembros de la banda fueron capaces de interpretar fielmente las ideas que él guardaba en su cabeza.
Dave M. Allen, uno de los demiurgos de la new wave (colaborador de grupos como Depeche Mode, Sisters of Mercy y Clan of Xymox) y Howard Gray (productor de los Simple Minds), fueron los encargados de producir cada uno de los surcos de este álbum millonario. Robert Smith se involucró personalmente en la producción de este álbum marcado por el regreso de Simon Gallup a la formación y la introducción oficial del guitarrista Porl Thompson (aunque que en The Top tuvo un papel menor, no fue introducido oficialmente hasta la gira que se realizó como presentación del álbum). 
The Head On The Door es también el primer álbum de The Cure con el baterista Boris Williams, que había trabajado previamente con Thompson Twins. Ron Howe, de Fools Dance, hace una aparición en el disco tocando un solo de saxofón en el tema «A Night Like This».

## Gira
The Head On The Door tiene además la peculiaridad que fue el disco con el que The Cure llegó de gira a España por primera vez, la cual llevó el título The Head Tour. Pisaron España el 20 de junio de 1985, en el desaparecido Studio 54 de Barcelona. Al día siguiente, 21 de junio, The Cure tocó en el Estadio Román Valero de Madrid. Tras eso, una corta gira de festivales y de conciertos por Inglaterra para, después, completarla por Estados Unidos, Canadá y Europa.

## Recepción

### Crítica
Con la publicación de este álbum, la crítica especializada empezó a considerarlos como una de las bandas más potentes y carismáticas del panorama musical. Pese a la gran calidad del disco, The Head On The Door no es un álbum unitario como Faith o Pornography, en favor de una comercialidad algo más premeditada por parte de Robert Smith.[cita requerida]
Fue Disco de oro en Inglaterra (más de 100.000 copias vendidas) y en Estados Unidos (más de 500.000) en el mismo año de su publicación. Se estima que The Head On The Door ha vendido más de 1,5 millones de copias, convirtiéndose hasta ese entonces en el mayor éxito comercial de la banda, así como en un importante cambio de talante en las composiciones que escribió posteriormente Robert Smith.

### Posiciones y certificaciones
| Año  | Lista | Posición | Certificación |
| ---- | ----- | -------- | ------------- |
| 1985 | UK    | 7        | Disco de Oro  |
| 1985 | USA   | 60       | Disco de Oro  |
| 1985 | AUS   | 6        | —             |
| 1985 | NZ    | 11       | —             |
| 1985 | SUE   | 24       | —             |
| 1985 | SUI   | 14       | —             |

## Remasterización de 2006
El álbum se reeditó el 14 de agosto de 2006, tras una remasterización como parte de las series Deluxe de la discográfica Universal. La versión Deluxe del disco incluyó una versión remasterizada del LP original en el primer CD, y una colección de demos y canciones en vivo en el segundo.

## Listado de canciones

### Edición original 1985
| N.º | Título               | Duración |  |
| 1.  | «In Between Days»    | 2:55     |  |
| 2.  | «Kyoto Song»         | 4:16     |  |
| 3.  | «The Blood»          | 3:42     |  |
| 4.  | «Six Different Ways» | 3:16     |  |
| 5.  | «Push»               | 4:28     |  |
| 6.  | «The Baby Screams»   | 3:43     |  |
| 7.  | «Close to Me»        | 3:24     |  |
| 8.  | «A Night Like This»  | 4:12     |  |
| 9.  | «Screw»              | 2:35     |  |
| 10. | «Sinking»            | 4:50     |  |

- Música compuesta por The Cure: (Smith/Tolhurst/Thompson/Gallup/Williams).
- Letras escritas por Robert Smith.

### Edición Remasterizada 2006
| The Head on the Door - Edición Deluxe 2CD |                      |          |  |
| N.º                                       | Título               | Duración |  |
| 1.                                        | «In Between Days»    | 2:55     |  |
| 2.                                        | «Kyoto Song»         | 4:00     |  |
| 3.                                        | «The Blood»          | 3:42     |  |
| 4.                                        | «Six Different Ways» | 3:16     |  |
| 5.                                        | «Push»               | 4:28     |  |
| 6.                                        | «The Baby Screams»   | 3:43     |  |
| 7.                                        | «Close to Me»        | 3:20     |  |
| 8.                                        | «A Night Like This»  | 4:12     |  |
| 9.                                        | «Screw»              | 2:35     |  |
| 10.                                       | «Sinking»            | 4:50     |  |

| Rarezas 1984-85 |                                                                     |          |  |
| N.º             | Título                                                              | Duración |  |
| 1.              | «Inbetween Days» (demo inédita casera de Robert Smith, 12/84)       | 1:25     |  |
| 2.              | «Inwood» (demo inédita casera de Robert Smith, 12/84)               | 2:18     |  |
| 3.              | «Push» (demo inédita casera de Robert Smith, 12/84)                 | 2:31     |  |
| 4.              | «Innsbruck» (demo inédita de estudio de Robert Smith, 12/84)        | 2:37     |  |
| 5.              | «Stop Dead» (demo inédita de estudio, 2/85)                         | 3:21     |  |
| 6.              | «Mansolidgone» (canción inédita de estudio, 2/85)                   | 4:06     |  |
| 7.              | «Screw» (demo inédita de estudio, 2/85)                             | 3:09     |  |
| 8.              | «Lime Time» (canción inédita de estudio, 2/85)                      | 2:56     |  |
| 9.              | «Kyoto Song» (demo inédita de estudio, 2/85)                        | 4:28     |  |
| 10.             | «A Few Hours After This...» (demo inédita de estudio, 2/85)         | 4:36     |  |
| 11.             | «Six Different Ways» (demo inédita de estudio, 2/85)                | 3:00     |  |
| 12.             | «A Man Inside My Mouth» (demo inédita de estudio, 2/85)             | 3:00     |  |
| 13.             | «A Night Like This» (demo inédita de estudio, 2/85)                 | 4:08     |  |
| 14.             | «The Exploding Boy» (demo inédita de estudio, 2/85)                 | 3:06     |  |
| 15.             | «Close To Me» (demo inédita de estudio, 2/85)                       | 4:03     |  |
| 16.             | «The Baby Screams» (versión en vivo 'pirata' en Bercy Paris, 12/85) | 3:46     |  |
| 17.             | «The Blood» (versión en vivo 'pirata' en Bercy Paris, 12/85)        | 3:34     |  |
| 18.             | «Sinking» (versión en vivo 'pirata' en Bercy Paris, 12/85)          | 5:06     |  |

## Sencillos y lados B
| N.º | Título                                                                          | Duración |  |
| 1.  | «In Between Days» (publicado el 9 de julio de 1985)                             | 2:57     |  |
| 2.  | «The Exploding Boy» (lado B de In Between Days)                                 | 2:54     |  |
| 3.  | «A Few Hours After This...» (lado B extra en la versión 12" de In Between Days) | 2:28     |  |
| 4.  | «Close to Me» (publicado el 17 de julio de 1985)                                | 3:38     |  |
| 5.  | «A Man Inside My Mouth» (lado B de Close to Me)                                 | 3:07     |  |
| 6.  | «Stop Dead» (lado B extra en la versión 12" de Close to Me)                     | 4:02     |  |
| 7.  | «New Day» (lado B extra en la versión 12" de Close to Me)                       | 4:10     |  |

- Todas están compuestas por Robert Smith excepto «New Day» compuesta por Smith/Tolhurst.

## Créditos
| The Cure - Robert Smith - (Líder) Voz, Guitarra, Teclados - Simon Gallup - Bajo - Lol Tolhurst - Teclados - Porl Thompson - Guitarra, Teclados - Boris Williams - Batería, Percusión Músicos de sesión - Ron Howe - Saxofón en «A Night Like This» | Producción - Producción: Dave M. Allen, Howard Gray, Robert Smith - Grabado en: Estudios Angel, Genetic y Town House - Publicado por: APB Music Ltd. - Ingenieros de sonido: Dave M. Allen, Howard Grey - Asistentes de grabación: Frank Barretta y Tom Leader (de Angel Studios), Phil Tennant (de Genetic), Martin White (de Town House) - Mezclas originales: Fiction Records - Cubierta: Parched Art (Porl Thompson y Andy Vella) - Gracias especiales a: Ron Howe (saxo) |